# Siringe
La siringe (grec antic σύριγξ flautes de Pan) és l'òrgan vocal de les aus. Està situat a la base de la tràquea i produeix sons complexos sense les cordes vocals que tenen els mamífers. Els sons es produeixen per vibracions a les parets de la siringe o per la vibració de l'aire que hi passa.
Només les aus tenen aquest òrgan especialitzat i els permet a moltes espècies (com els lloros, els estornells, els corbs, els gaigs, les garses, etc.) imitar la veu humana.
La siringe permet a algunes espècies d'ocells (com per exemple, els lloros) imitar la veu humana. A diferència de la laringe dels mamífers, la siringe es troba on la tràquea es bifurca cap als pulmons, i això permet a algunes espècies produir simultàniament més d'un so.
La cavitat nasal està delimitada per diferents ossos i de forma diferent. La majoria de les aus tenen una obertura que comunica la cavitat nasal i l'oral. No tenen paladar tou i té mecanismes diferents de deglució i respiració. El si infraorbitari és la cavitat cranial i ventral a l'ull, que està buit i té comunicant els sacs aeris i la cavitat nasal. Participa en l'olfacte i és una cavitat relativament accessible subcutàniament a través de la pell i, en infeccions de vies respiratòries altes, és fàcil obtenir mostres o exsudats per punció.
És molt important en animals vius i en necròpsies.

## Morfologia
La laringe és de morfologia molt diferent a la d'un mamífer, composta per cartílags diferents. No té cartílag epiglòtic ni té cordes vocals. La fonació es produeix per la siringe. La tràquea té anells totalment tancats i es disposen formant un tub complet. En la porció final de la tràquea abans de la bifurcació, hi ha la siringe, que és molt semblant a les cordes vocals dels mamífers. Consta d'una fusió de cartílags al timpà. Aquest timpà es continua amb la membrana timpaniforme exterior i interior, que no té cartílag i, quan passa forçadament produeix una vibració. En les aus que poden parlar, el so prové de la cavitat celómica.
En algunes espècies (anàtids), té una morfologia diferent, però el mecanisme és igual. Tenen una espècie de caragol cartilaginós molt gran amb el mateix mecanisme de producció del so.
Els pulmons de les aus són diferents perquè no tenen lobulacions. Són únics i són més petits que en els mamífers amb la mateixa mida. En els mamífers, l'aire acaba al alvèol. En les aus, l'aire penetra en pulmons, intercanvia gasos i acaba en els sacs cecs (sacs aeris), que emmagatzema aire i fan entrar i sortir l'aire. Tenen separada la funció d'intercanvi i entrada d'aire. En les aus, és més freqüent que es produeixin aerosaculitis que pneumònies perquè és més fàcil que proliferin. En el pulmó, l'aire passa molt ràpidament i és més fàcil al sac aeri perquè es queda més temps.
No tenen lòbuls pulmonars. Hi ha bronquis primaris, secundaris i terciaris o parabronquis. Els bronquis primers tenen una porció extrapulmonar i una altra intrapulmonar.
Recorren crani-caudalment tot el pulmó i acaben al sac aeri. Surten 4 bronquis secundaris que recorren el parènquima pulmonar. Dels secundaris surten els parabronquis o bronquis terciaris, que són diferents dels que tenen els mamífers perquè no acaben en l'alvèol. Els parabronquis fan un intercanvi gasós. Està delimitat per teixit conjuntiu. A la llum, hi ha unes cèl·lules (que es diuen  atrium ) que estan separades entre elles per septes. En la porció més apical tenen el múscul de l'alvèol del mamífer. Obren o tanquen la paret de l'atrium.
De la llum del bronqui es pot arribar al parènquima del parabronqui que té molts capil·lars sanguinis. És l'equivalent a l'alveol del mamífer perquè fa l'intercanvi gasós.
Els sacs aeris compensen la mida petita del pulmó. Més de la meitat de l'aparell respiratori no és pulmó. Hi ha imparells (els més cranials: cervical [1], clavicular [1]) i parells (toràcics cranials [2], toràcics cabals [2] i abdominals [2]). Participen en la mecànica respiratòria. També pneumatitzen l'animal i disminueixen la densitat de l'animal per poder volar. L'animal és semblant a un globus i s'infiltra en les estructures òssies i les neumatitza. El sac aeri cervical arriba fins l'occipital: engloba les vèrtebres cervicals. Els sacs aeris abdominals penetren entre els arcs de les vèrtebres i emeten diverticles cap al fèmur. Només neumatitzen ossos llargs.
La mecànica respiratòria, com no hi ha diafragma, té només una cavitat celòmica. Els sacs són molt importants en la inspiració i expiració. A la inspiració hi ha una dilatació de la cavitat celòmica per l'eixamplament de les costelles i de la cavitat abdominal i dins dels sacs aeris. Els sacs aeris cranials són els imparells: clavicular i cervical. La resta són sacs aeris cabals. Es forma el buit en els sacs aeris i hi ha una entrada forçada d'aire. Els bronquis primaris recorren tot el pulmó i van als sacs abdominals. Gran part de l'aire inspirat va directament pel bronqui primari al sac aeri cabal.
Els sacs aeris cabals tenen més pressió negativa. Els cabals estan connectats al bronqui primari. El sac aeri cranial retira l'aire que queda en els conductes aeris i parènquima pulmonar en el cicle respiratori anterior. En inspiració, tot l'aire va als sacs aeris cabals i l'aire del pulmó del cicle anterior és recollit pel sac aeri cranial.
A l'expiració hi ha un tancament de les costelles i premsa abdominal i s'expulsa l'aire dels sacs aeris. Els sacs aeris cranials expulsen l'aire recollit del parènquima pulmonar. Del sac aeri cabal part va a l'exterior sense utilitzar i part va al parènquima pulmonar per fer intercanvis.